# Ishi: The Last of His Tribe
Ishi: The Last of His Tribe is een Amerikaanse speelfilm uit 1978, geregisseerd door Robert Ellis Miller. De film is gebaseerd op de biografie Ishi in Two Worlds: A biography (1961) van Theodora Kroeber.

## Rolverdeling
| Acteur                      | Personage        |
| --------------------------- | ---------------- |
| Dennis Weaver               | Benjamin Fuller  |
| Eloy Casados                | Ishi (volwassen) |
| Joseph Runningfox           | Ishi (tiener)    |
| Michael Medina              | Ishi (kind)      |
| Devon Ericson               | Lushi (tiener)   |
| Patricia Ganera             | Lushi (kind)     |
| Gregory Cruz                | Timawi (tiener)  |
| Eddie Marquez               | Timawi (kind)    |
| Joaquín Martínez            | grootvader       |
| Geno Silva                  | oom              |
| Lois Red Elk                | grootmoeder      |
| Arliene Nofchissey Williams | moeder           |
| Dennis Dimster              | Tad Fuller       |
| Wayne Heffley               | Sheriff Lockhart |
| Peter Brandon               | Robbins          |
| Missy Gold                  | klein meisje     |
| Jay W. MacIntosh            | zanger           |
| Ernest D. Paul              |                  |